# 沈波 (物理学家)
沈波，北京大学物理学院教授、宽禁带半导体研究中心主任，参与“973”、“863”等多个国家重点计划。中国教育部第六批“长江学者”特聘教授，享受国务院政府津贴。

## 生平
本科毕业于南京大学物理系半导体专业，硕士毕业于中国科学技术大学物理系半导体专业，博士毕业于日本东北大学材料科学研究所 (IMR) ；
1998年至2000年，在东京大学产业技术研究所 (IIS) 担任研究员，2000年至2004年，在南京大学物理系担任教授，2004年至今，在北京大学物理学院担任教授。